# おとぼ家の夜
おとぼ家の夜（おとぼけのよる）は、2011年4月4日から2011年9月26日まで放送していたTOKYO MXのテレビ番組。前番組のネット局であったテレビ埼玉でも放送されていた。

## 放送時間
TOKYO MX (制作局)
- 毎週月曜23:00 - 23:30（2011年4月4日 - 9月26日）

テレ玉
- 金曜20:30 - 21:00（2011年4月8日）→ 毎週月曜24:30 - 25:00（2011年4月11日 - 9月）

## 概要
黒沢年雄が父、大島麻衣が妹、澤部佑(ハライチ)が兄という設定の黒沢家(通称おとぼ家)を舞台に、出演者がゲストのアーティストとトークを行う音楽番組である。また、飯田産業の一社提供である。

## 出演者
- 黒沢年雄（親父・年雄）数年ぶりにサモアから日本に戻ってきた黒沢家の大黒柱。
- 大島麻衣（長女・麻衣）黒沢家の長女。OL。
- ハライチ 澤部佑（長男・佑太）黒沢家の長男。バイトもしていないニート。
- Miz（下宿人・Miz）下宿募集の張り紙を見て黒沢家にやってきた下宿人のロックアーティスト。
- 一条優美（警察官・ポリス優美）毎回ゲストのアーティストを黒沢家に連れてくる警察官。
- ハライチ 岩井勇気（謎のエリート青年・岩ちゃん）佑太の幼なじみでゲストのマニアックな音楽情報を持ってくる。職業は謎。

## コーナー
- 将棋崩し：将棋崩し中にゲストに質問をして、崩したら罰ゲームの腕立て伏せやモノマネを行う。
- こんにちは、ハ～チさん：新人アーティストの情報を提供する。
- ヴェルディ!VERDI!ヴェルディ!：東京ヴェルディの選手が登場し、プレイを披露したり、チーム情報を提供する。また、選手インタビューも行われる。リポーターは平野麻里菜。
- おとぼ家リサイタル：番組最後でおとぼ家の誰かがアカペラでカラオケする。

## スタッフ
- ナレーター：田久保宗稔
- 構成：ねだしんじ、ゆーやん
- CAM：井出雅之
- 音声：高橋一彦
- 編集：岡本光雄
- MA：大山博
- 音響効果：西山知史
- デザイン：三澤秀美
- スタイリスト：飯塚章子
- 協力：目黒ハウス
- 制作協力：マンモスプロ、イースト・エンタテインメント、VISTA
- ディレクター：村上裕介、井ノ上龍登
- 総合演出：高橋洋平
- プロデューサー：妹尾圭介、小林有衣子、丹澤香菜子
- エグゼクティブプロデューサー：森川信男
- 協力：サンテックPE
- 著作：飯田産業

## エンディングテーマ
- Miz- 『JUST TRY』

## 放送リスト
| 回 | 放送日        | ゲスト                                             |
| -- | ------------- | -------------------------------------------------- |
| 1  | 2011年4月4日  | ET-KING                                            |
| 2  | 2011年4月11日 | SCANDAL                                            |
| 3  | 2011年4月18日 | 秋元順子                                           |
| 4  | 2011年4月25日 | 後藤真希                                           |
| 5  | 2011年5月9日  | 千秋                                               |
| 6  | 2011年5月16日 | 中尾ミエ                                           |
| 7  | 2011年5月23日 | m.o.v.e                                            |
| 8  | 2011年5月30日 | KG・里田まい                                       |
| 9  | 2011年6月6日  | 中村中                                             |
| 10 | 2011年6月13日 | ジェロ                                             |
| 11 | 2011年6月20日 | モーニング娘。（田中れいな・道重さゆみ・光井愛佳） |
| 12 | 2011年6月27日 | 江木俊夫・あいざき進也・T.AKIRA・加藤高道          |
| 13 | 2011年7月4日  | 柏原芳恵                                           |
| 14 | 2011年7月11日 | ブレッド&バター                                    |
| 15 | 2011年7月18日 | Milky Bunny（益若つばさ）                          |
| 16 | 2011年7月25日 | SAM（TRF）                                         |
| 17 | 2011年8月1日  | 石井明美                                           |
| 18 | 2011年8月8日  | 松下優也                                           |
| 19 | 2011年8月15日 | Happiness                                          |
| 20 | 2011年8月22日 | 吉田兄弟                                           |
| 21 | 2011年8月29日 | 玉置成実                                           |
| 22 | 2011年9月5日  | mihimaru GT                                        |
| 23 | 2011年9月12日 | 小室哲哉                                           |
| 24 | 2011年9月19日 | マーティ・フリードマン                             |
| 25 | 2011年9月26日 | 最終回総集編スペシャル!                            |